# Ceno
Il Ceno (Sèn in dialetto parmigiano) è un fiume dell'Emilia-Romagna, affluente di sinistra del Taro che con un corso lungo 63 km scorre interamente nella provincia di Parma.

## Il corso del fiume
Il Ceno nasce dall'Appennino Ligure sulle pendici settentrionali del monte Penna, appena al di sotto del crinale, a quota 1600 m s.l.m. Il versante da cui nasce è esattamente opposto rispetto a quello su cui si trova la sorgente del suo referente idraulico: il fiume Taro.
Nel primo tratto scorre in una valle accidentata all'interno della fitta foresta del Penna, dove riceve il contributo di alcuni piccoli ruscelli. Il primo affluente di una certa importanza è il rio della Losa che riceve in sinistra idraulica in località Travaglini. Scorrendo in una piccola valle boscata dove si alternano radure con piccoli nuclei abitati fra cui si ricorda Casalporino, il Ceno giunge ad Anzola dove riceve uno dei suoi affluenti principali, il torrente Anzola, proveniente dal Monte Maggiorasca, il punto più alto del bacino idrografico del Ceno (1804 m.s.l.m). Dopo Anzola il torrente piega verso nord est ricevendo sempre in sinistra il rio dei Castelletti.

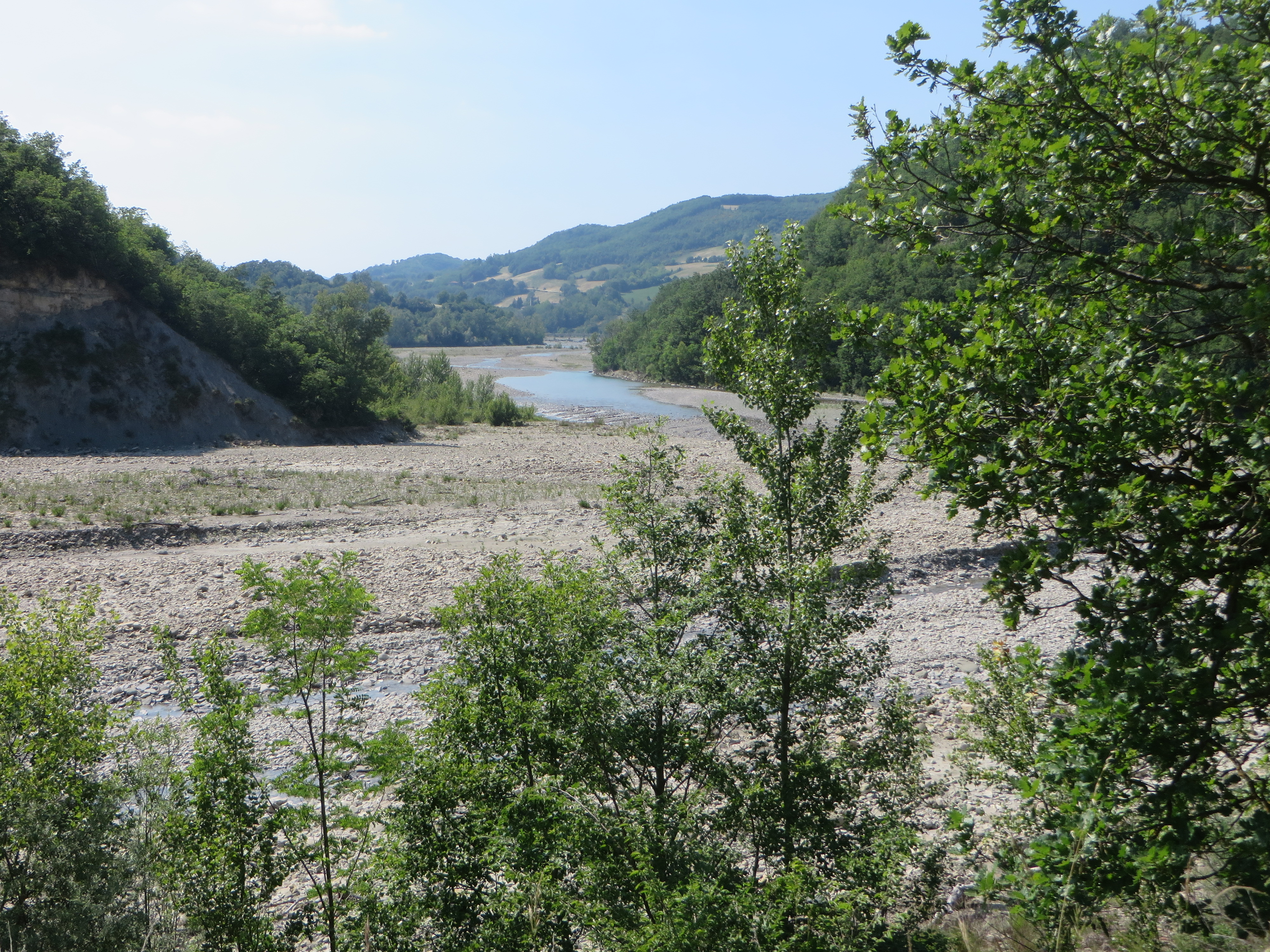
Il Ceno alla confluenza con il Pessola (a sinistra)

Giunto a Ponteceno, il torrente piega di nuovo decisamente verso nord, passando presso le località di Nociveglia e Fontanachiosa e ricevendo poco dopo, sempre in sinistra, il rio Grosso. In questo tratto il letto del torrente è ghiaioso e si allarga di mano in mano snodandosi all'interno di fitti boschi alternati da piccole radure.
Poco a valle della località di Masanti di sotto, ma prima della località Scopolo, il Ceno riceve in destra in sequenza il rio Siracoli e il rio Galli, mentre in sinistra riceve il rio delle Barche, giunto in località Ponteceno riceve il torrente Lecca, particolarmente ricco di acque e proveniente dal Monte Nero.

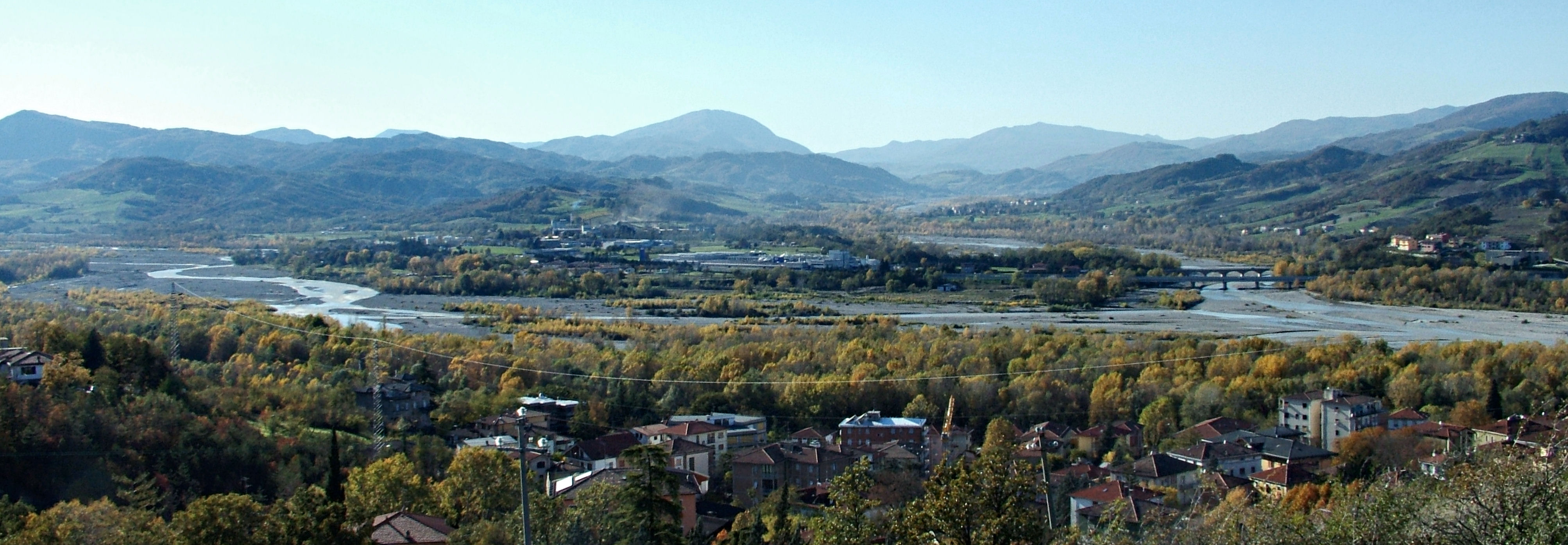
La confluenza del Ceno nel Taro tra Rubbiano nel comune di Solignano e Fornovo di Taro

A valle della confluenza con il Lecca il Ceno piega in direzione nord est in un alveo ormai abbastanza ampio e ricco di ciottoli, riceve in sinistra un altro importante torrente, il Porcellana, proveniente dalla Costa dei Cornini, mentre in destra riceve in sequenza piccoli rii: il rio delle Castagne, il rio Ronga e il rio Ormei, quindi, dopo la confluenza del torrente Dorbora, piega verso sud est, sino alla confluenza con il torrente Toncina in destra, da qui il Ceno piega decisamente verso est ricevendo, poco prima di passare in corrispondenza di Bardi, il torrente Noveglia.
In questo tratto il letto del torrente è divenuto molto ampio e il bosco ha lasciato spazio al coltivo, poco dopo Bardi il Ceno riceve in sinistra il torrente Corsena e, dopo il contributo di alcuni rii minori: Valloria, Carpeneto, Schiavo, Casanova, Sabbione (in sinistra), Laghetto, Timore, Golotta (in destra) il Ceno lambisce l'abitato di Varsi che rimane in destra. Questo tratto è caratterizzato da alcune rapide dette dei "Groppi".
Giunto in località Case Ombasini, il torrente riceve in sinistra il Cenedola, proveniente dalla zona di Bore; da qui con letto amplissimo lascia la direttrice nord-est per piegare decisamente verso est, ricevendo oltre al contributo di piccoli rii, il torrente Pessola in destra proveniente dalla zona Monte Barigazzo, quindi lasciatosi in sinistra Varano Melegari, riceve in destra il rio Grassala e in sinistra il rio Rizzone, per confluire quindi nel Taro in località Ramiola.
I centri della sua valle sono quasi tutti in posizione sopraelevata rispetto al suo corso; i più importanti sono Bardi, paese celebre per la sua rinomata fortezza, Varsi e Varano de' Melegari. In quest'ultimo paese, nel suo greto, sulla sponda destra, è stato realizzato l'autodromo intitolato a Riccardo Paletti. Da molti viene addirittura definito "fiume gemello" del Taro, e questo è in buona parte vero in quanto presso il punto di confluenza, come dimensioni di bacino, portata e caratteristiche idrologiche è molto simile a quest'ultimo.

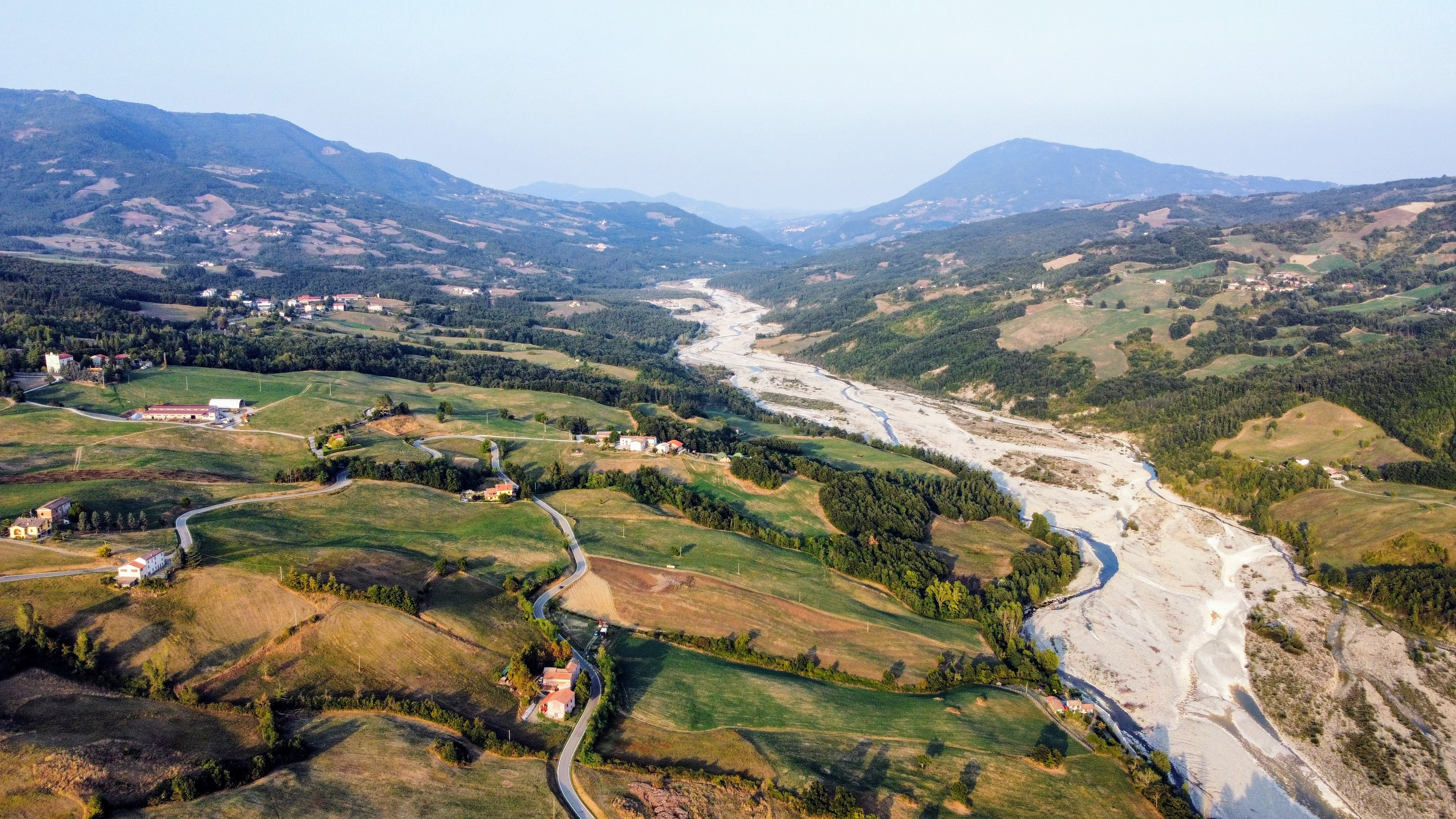
Veduta aerea del fiume Ceno con portata estiva

## Regime Idrologico
Il fiume, pur a fronte di una portata media consistente prossima ai 15 m³/s, ha un regime marcatamente torrentizio con importanti variazioni a seconda della stagione. In estate cala decisamente la sua portata a causa della siccità pur non entrando mai in secca, mentre nei periodi più piovosi (autunno) può raggiungere facilmente piene di 1000 m³/s e in caso di piene eccezionali, come quella del 9 novembre 1982, valori anche nettamente superiori.

## Affluenti

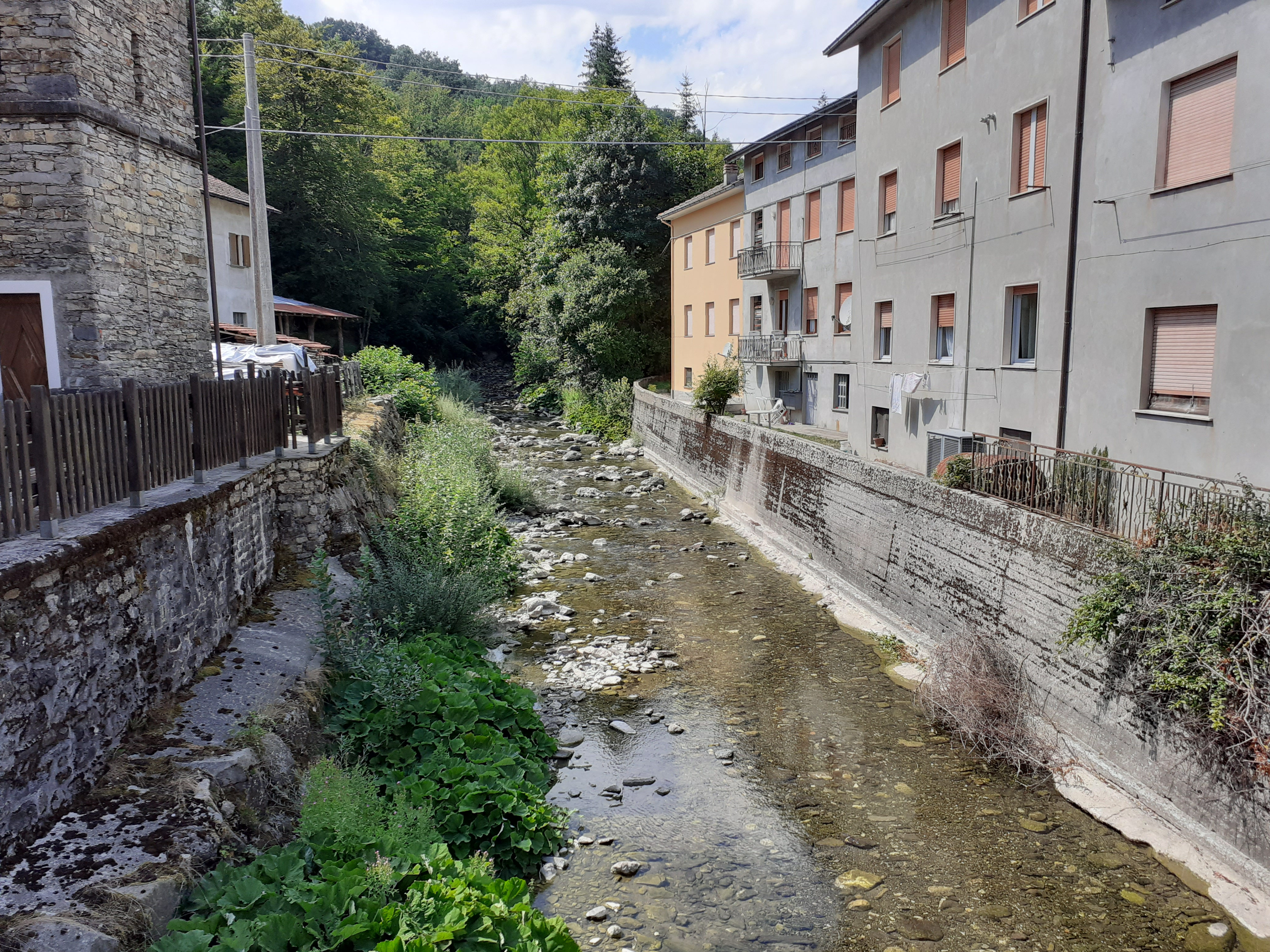
Torrente Anzola in prossimità della confluenza con il Ceno

I principali affluenti del Ceno sono:
- rio della Losa (sinistra)
- torrente Anzola (sinistra)
- rio dei Castelletti (sinistra)
- rio Grosso (sinistra)
- rio Siracoli (destra)
- rio Galli (destra)
- torrente Lecca (sinistra)
- torrente Porcellana (sinistra)
- rio delle Castagne (destra)
- rio Ronga (destra)
- rio Ormei (destra)
- torrente Dorbora (sinistra)
- torrente Toncina (destra)
- torrente Noveglia (destra)
- torrente Corsena (sinistra)
- rio Valloria (sinistra)
- rio Carpaneto (sinistra)
- rio Schiavo (sinistra)
- rio Casanova (sinistra)
- rio Sabbione (sinistra)
- rio Laghetto (destra)
- rio Timore (destra)
- rio Golotta (destra)
- rio Boccolo (sinistra)
- rio Cazzuola (destra)
- rio Rizzone (sinistra)
- rio Torchio (sinistra)
- torrente Cenedola (sinistra)
- torrente Pessola (destra)
- rio Grassala (destra)
- rio Vizzone (sinistra)[1]